# Phaea monostigma
Phaea monostigma är en skalbaggsart som först beskrevs av Samuel Stehman Haldeman 1847.  Phaea monostigma ingår i släktet Phaea och familjen långhorningar. Inga underarter finns listade i Catalogue of Life.